# Histoire de l'éducation au Japon

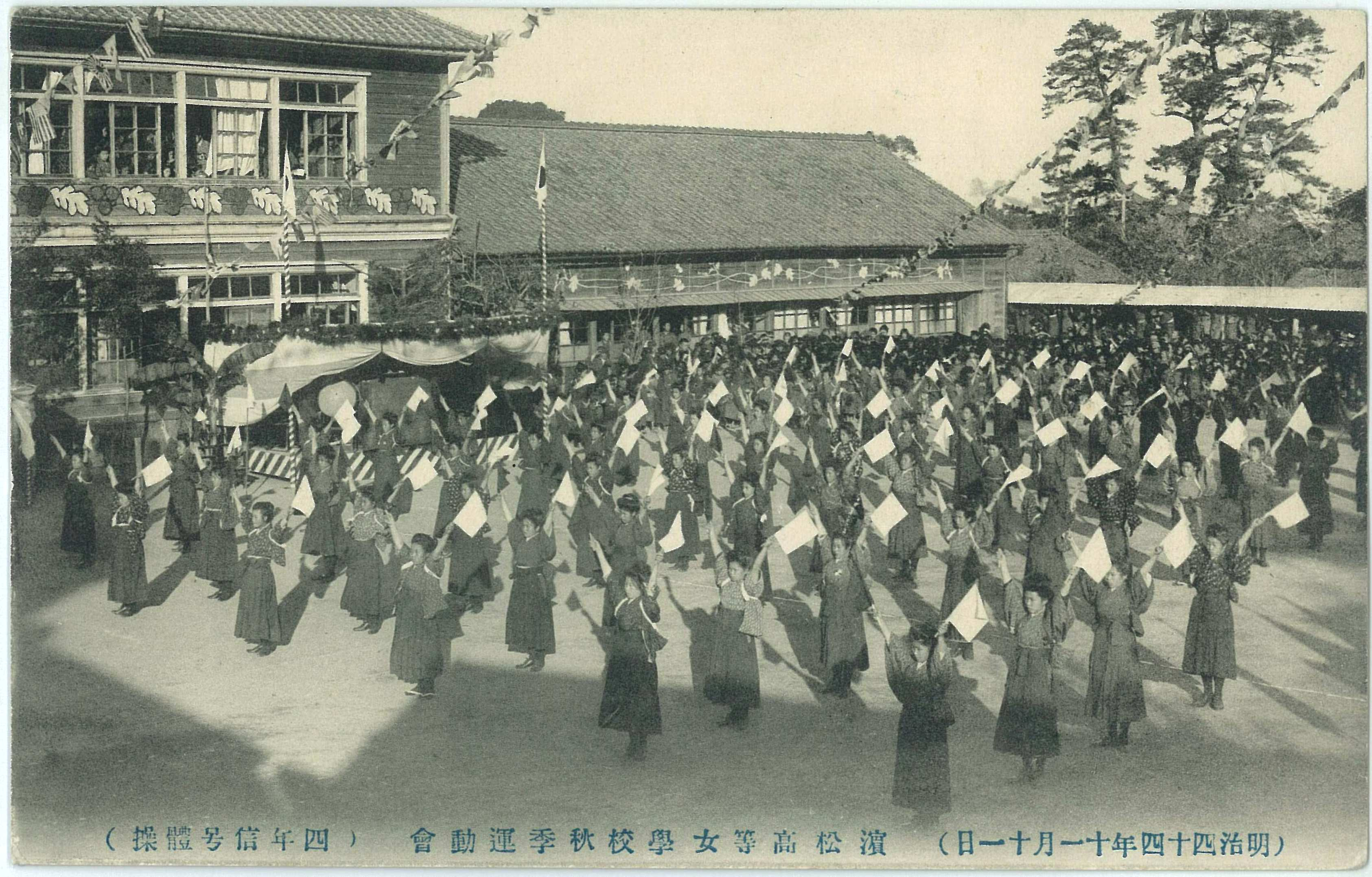
Exercices dans une école de filles au Japon en 1911

L'histoire de l'éducation au Japon remonte au moins au VIe siècle quand l'étude du chinois est introduite à la cour de Yamato. Les civilisations étrangères ont souvent fourni de nouvelles idées pour le développement de la culture du Japon.

## DuVIesiècleauXVesiècle
L'enseignement et les idées chinoises pénètrent le Japon à partir du VIe siècle jusqu'au IXe siècle. Parallèlement à l'introduction du bouddhisme au Japon, arrivent le système d'écriture chinois et sa tradition littéraire ainsi que le confucianisme. 
Au IXe siècle, Heian-kyō (l'actuelle Kyoto), la capitale impériale, dispose de cinq établissements d'enseignement supérieur, et pendant le reste de l'époque de Heian, d'autres écoles sont établies par la noblesse et la cour impériale. Au cours de la période médiévale (1185-1600), les  monastères bouddhistes zen sont des centres d'enseignement particulièrement importants, et l’école Ashikaga, Ashikaga gakkō, prospère au XVe siècle comme centre d'enseignement supérieur.

## XVIesiècle
Au XVIe siècle et au début du XVIIe siècle, les contacts du Japon avec les grandes puissances européennes sont intenses. Les missionnaires jésuites qui accompagnent les commerçants portugais, prêchent le christianisme et ouvrent un certain nombre d'écoles religieuses. Les étudiants japonais commencent ainsi à étudier le latin et la musique classique occidentale comme leur propre langue.
voir Époque du commerce Nanban

## Époque d'Edo
L'unification du Japon s'opère par le shogunat Tokugawa (1600–1867) et l'académie néo-confucéenne, le Yushima Seidō à Edo est la principale institution éducative de l'État. Son siège administratif est appelé Daigaku-no-kami en tant que tête de l'école de formation Tokugawa pour les bureaucrates du shogunat,.
Lorsque commence la période Tokugawa, peu de gens du commun au Japon savent lire ou écrire. À la fin de cette même période, l'enseignement s'est généralisé. L'éducation Tokugawa laisse un précieux héritage : une population de plus en plus lettrée, une idéologie de la méritocratie et l'accent mis sur la discipline et la performance compétente. Sous la direction Meiji qui suit, cette solide fondation facilite la rapide transition du Japon de pays à la société féodale en nation qui se modernise.
Au cours de la période Tokugawa, le rôle d'un grand nombre de bushi, ou samouraï, passe de guerrier à bureaucrate du gouvernement et par conséquent, leur éducation formelle et leur niveau d'alphabétisation augmentent proportionnellement. Les programmes d'études des samouraï mettent l'accent sur la moralité et comprennent une formation militaire aussi bien que littéraire. Les Classiques chinois sont mémorisés et leur lecture et leur récitation sont des méthodes courantes d'étude. L'arithmétique et la calligraphie font aussi partie de la formation. La plupart des samouraï fréquentent des écoles parrainées par leur han (domaine) et à l'époque de la restauration de Meiji de 1868, plus de 200 des 276 han ont établi des écoles, appelées écoles han. Quelques samouraï et même des gens du peuple fréquentent aussi des académies privées qui se spécialisent souvent sur des thèmes japonais spécifiques, sur la médecine occidentale, la science militaire moderne, l'artillerie ou le rangaku (« études hollandaises ») comme sont appelées les études européennes.
L'éducation des roturiers est généralement orientée vers la pratique, la formation de base en lecture, écriture et arithmétique, en insistant sur la calligraphie et l'utilisation du boulier. Une grande partie de cette formation est menée dans les écoles des temples dites terakoya, dérivées de précédentes écoles bouddhistes. Ces écoles ne sont plus des institutions religieuses, et ne sont plus, en 1867, principalement situées dans les temples. À la fin de la période Tokugawa, il existe plus de 11 000 de ces écoles, fréquentées par 750 000 élèves. Les techniques d'enseignement consistent à lire différents manuels, à mémoriser, à se servir d'abaques et à copier régulièrement des sinogrammes et des écrits japonais.
L'enseignement public est fourni aux samouraïs tandis que les gens ordinaires enseignent les rudiments à leurs propres enfants ou unissent leurs efforts pour embaucher un jeune professeur. Dans les années 1860, 40 % à 50 % des garçons japonais et 15 % des filles ont fréquenté l'école en dehors de la maison. Ces taux sont comparables aux grandes nations européennes à l'époque (hormis l'Allemagne où la scolarité est obligatoire).

## Sous l'empire du Japon
En 1871, est créé un ministère de l'Éducation, chargé de mettre en place un système éducatif à l'échelle du pays. L'éducation de la population est une des priorités du régime, car celui-ci la considère comme un prérequis à la modernisation du Japon. Une éducation primaire obligatoire de quatre ans est instaurée. Malgré un budget insuffisant, des résultats sont assez rapidement enregistrés. Une enquête de 1875 relève que près de vingt mille écoles primaires sont en activité, mais que les conditions matérielles dans lesquelles elles opèrent sont assez variées : 40 % sont hébergées dans des temples bouddhistes (souvent d'anciennes Terakoya), 33 %, dans des maisons de particuliers, et 18 %, dans des bâtiments nouveaux destinés à l'éducation. La scolarisation est aussi marquée par un déficit de l'éducation des filles : toujours en 1875, seulement 20 % d'entre elles sont scolarisées, contre 50 % pour les garçons — ce retard ne sera rattrapé que vers 1900. L'alphabétisation progresse assez lentement, l'absentéisme pouvant être élevé. En 1892, une enquête de l'armée indique que 27 % des recrues sont totalement illettrées, et 34 % le sont partiellement. Plus largement, l'efficacité des politiques décidées au ministère se heurte à l'autonomie des autorités locales, le contenu des cours pouvant grandement varier d'une école à une autre. Bien que l'éducation soit obligatoire, son financement reste à la charge des familles et des collectivités locales. Les parents sont également réticents à laisser leurs enfants aller à l'école, au lieu de les faire travailler pour financer les besoins de la famille.
Pour pallier les différents écueils enregistrés lors des premières années, et dans le cadre de la réorganisation du gouvernement en cabinet, un premier « ministre de l'Éducation » est nommé en 1885, Mori Arinori. Celui-ci réforme le système éducatif et lui impose une organisation qui perdure jusqu'à la fin de la période impériale. Très centralisé, le ministère de l'Éducation place un système universitaire public à son sommet et constitue un réseau d'universités impériales dans les plus grandes villes du pays. Mori met aussi en place une école de formation à Tokyo, chargée d'uniformiser la formation des enseignants, et ainsi de s'assurer leur loyauté envers l'État, et non envers un pouvoir local. En 1890, le Rescrit impérial fournit un cadre moral à l'éducation. Le taux de scolarisation s'élève à 69 % dès 1898, et atteint presque 100 % à la fin de l'ère Meiji. En 1907, la durée de scolarité obligatoire est étendue à six ans.
Au début de l'ère Meiji, s'ouvrent également de très nombreuses écoles privées, dont le cursus est destiné à l'enseignement de l'anglais et/ou de savoirs occidentaux. Si la plupart d'entre elles périclitent, certaines évoluent pour constituer les premières universités privées. Ces écoles sont en majeure partie situées à Tokyo, mais des centres culturels importants comme Kyoto sont aussi concernés. Si ces écoles sont surtout animées par des formateurs japonais, certaines d'entre elles, comme Dōshisha à Kyoto, sont fondées par divers mouvements chrétiens. D'autres, comme Waseda ou Keiō, sont liées à des personnalités politiques ou intellectuelles.
Même si la jeunesse est de plus en plus éduquée, les possibilités d'ascension sociale sont réduites, puisqu'au cours des années 1890, seul augmente le nombre de postes subalternes dans les entreprises. Dans le même temps, cette population éduquée bénéficie d'un plus large accès aux écrits de journalistes et de critiques. L'enseignement universitaire accueille aussi de plus en plus d'étudiants : de 9 695 en 1915, leur nombre passe à 81 999 en 1940. Ce développement de l'enseignement supérieur est encouragé par la loi sur l'université de 1918 qui permet à plusieurs écoles spécialisées de se constituer en universités privées. Ces dernières sont au nombre de 30 en 1930 et diplôment quinze mille étudiants par an, pour des effectifs totaux d'environ quarante mille étudiants. Les diplômés de l'enseignement supérieur constituent cependant une infime minorité ne dépassant pas 0,3 % de la population dans les années 1930. Les femmes restent aussi sous-représentées et n'atteignent que 9,9 % de la population étudiante en 1937. Presque exclues des universités nationales, elles peuvent néanmoins compter sur une cinquantaine d'écoles et d'universités réservées aux femmes.
Au cours de cette période, la politisation gagne l'enseignement supérieur. À partir des années 1890, les idées marxistes se diffusent. Dès les années 1910, se constituent des associations politiques étudiantes radicales — de gauche, comme de droite. Les lois de préservation de la paix de 1925 visent les campus et, en application de celles-ci, trois mille étudiants sont arrêtés pour leurs activités à l'extrême-gauche, dont 1 170 pour la seule année 1932, et mille de plus entre 1937 et 1945. Des enseignants sont aussi emprisonnés pour les mêmes raisons.
Dès le début de la guerre contre la Chine en 1937, le système éducatif est assez largement mis à contribution dans le cadre de l'effort de guerre. Dans l'enseignement supérieur, l'accent est mis sur la formation d'ingénieurs et de médecins au travers de la création de nombreux instituts de recherche. Entre 1935 et 1945, le nombre d'étudiants dans les facultés de sciences passe de neuf mille à trente mille, et dans les facultés d'ingénierie, de 14 837 à 85 680,. Un entraînement militaire obligatoire est aussi institué, dès 1924 dans l'enseignement secondaire, puis en 1939, dans les universités. Les étudiants sont assez largement épargnés par la conscription, mais la situation change à partir du déclenchement de la guerre contre la Chine en 1937, et l'âge est peu à peu abaissé pour intégrer la plupart d'entre eux. C'est ainsi qu'en 1943, cent trente mille étudiants sont mobilisés par l'armée. Les élèves du secondaire et les étudiants servent aussi de réserve de main-d'œuvre pour les secteurs prioritaires. En 1939 est instauré un service de travail des élèves, ou gakuto dōin. Au 15 août 1945, environ 3,5 millions d'élèves et d'étudiants travaillent par ce biais dans des fermes, des usines, ou des hôpitaux pour pallier le manque de main-d'œuvre.

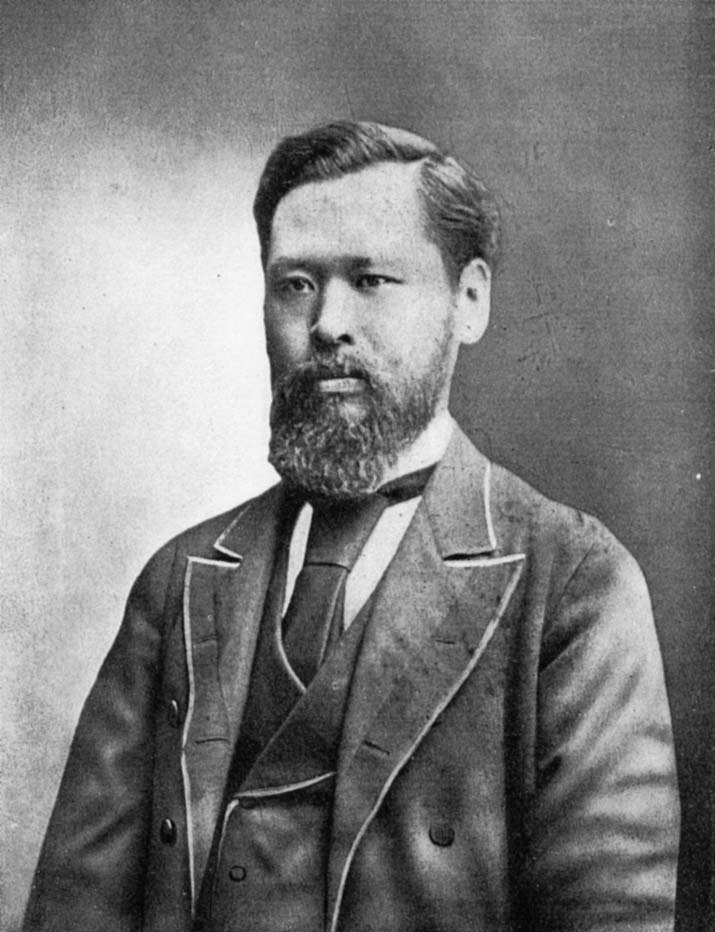
Mori Arinori, premier ministre de l'Éducation (de 1885 à 1889), souvent crédité pour la mise en place d'un système scolaire moderne.
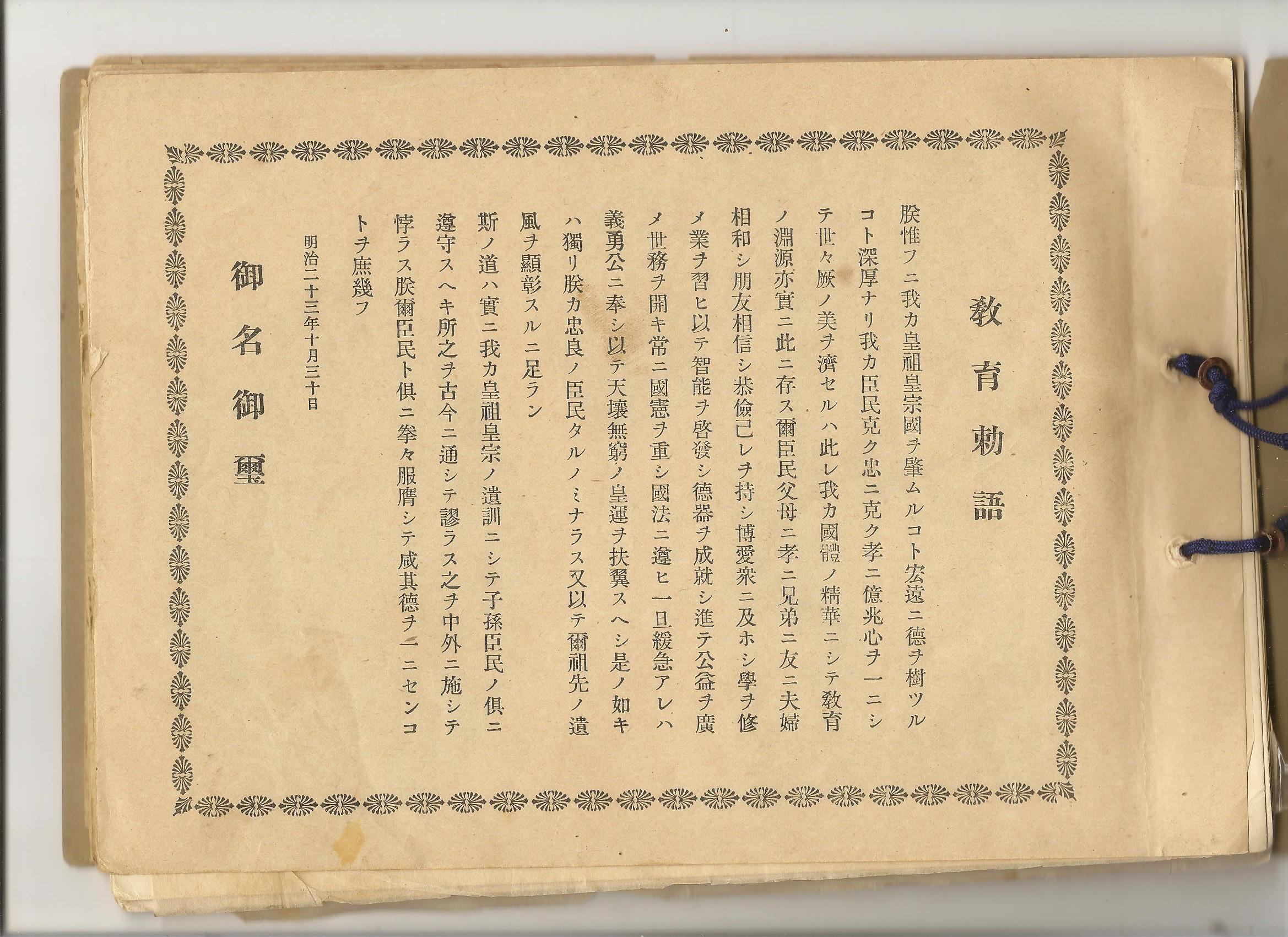
Exemplaires du Rescrit impérial sur l'éducation de 1890.
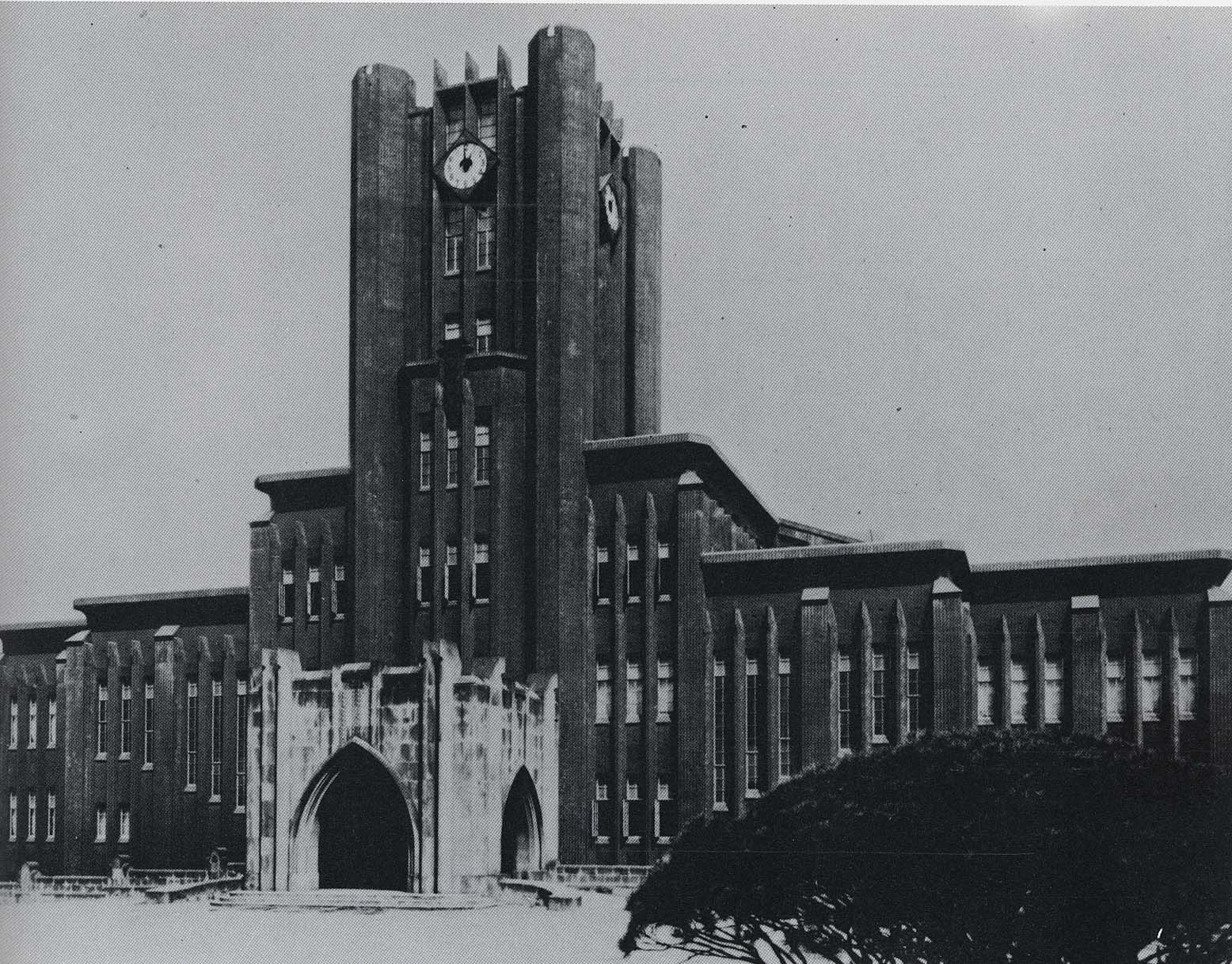
L'université impériale de Tokyo fondée en 1877 inaugure la mise en place d'un système universitaire prenant comme modèle les équivalents occidentaux.
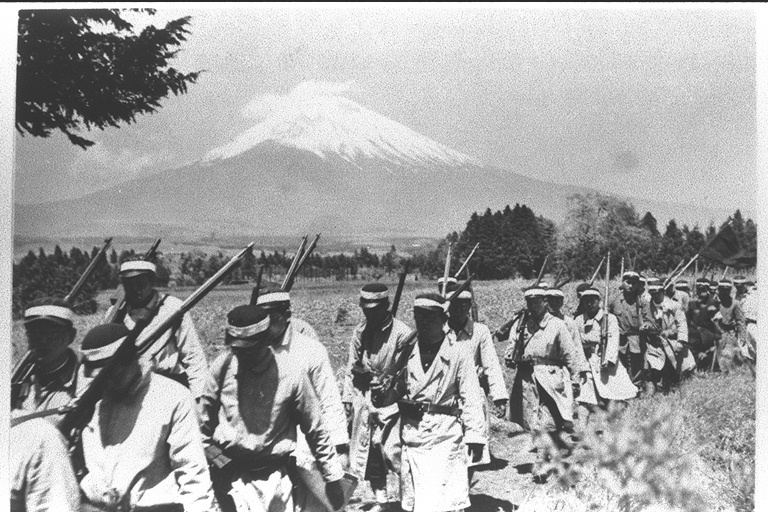
Étudiants de l'Université Keiō pendant un entraînement militaire, rendu obligatoire à partir de 1924 dans l'enseignement secondaire, puis à partir de 1939 dans les universités.
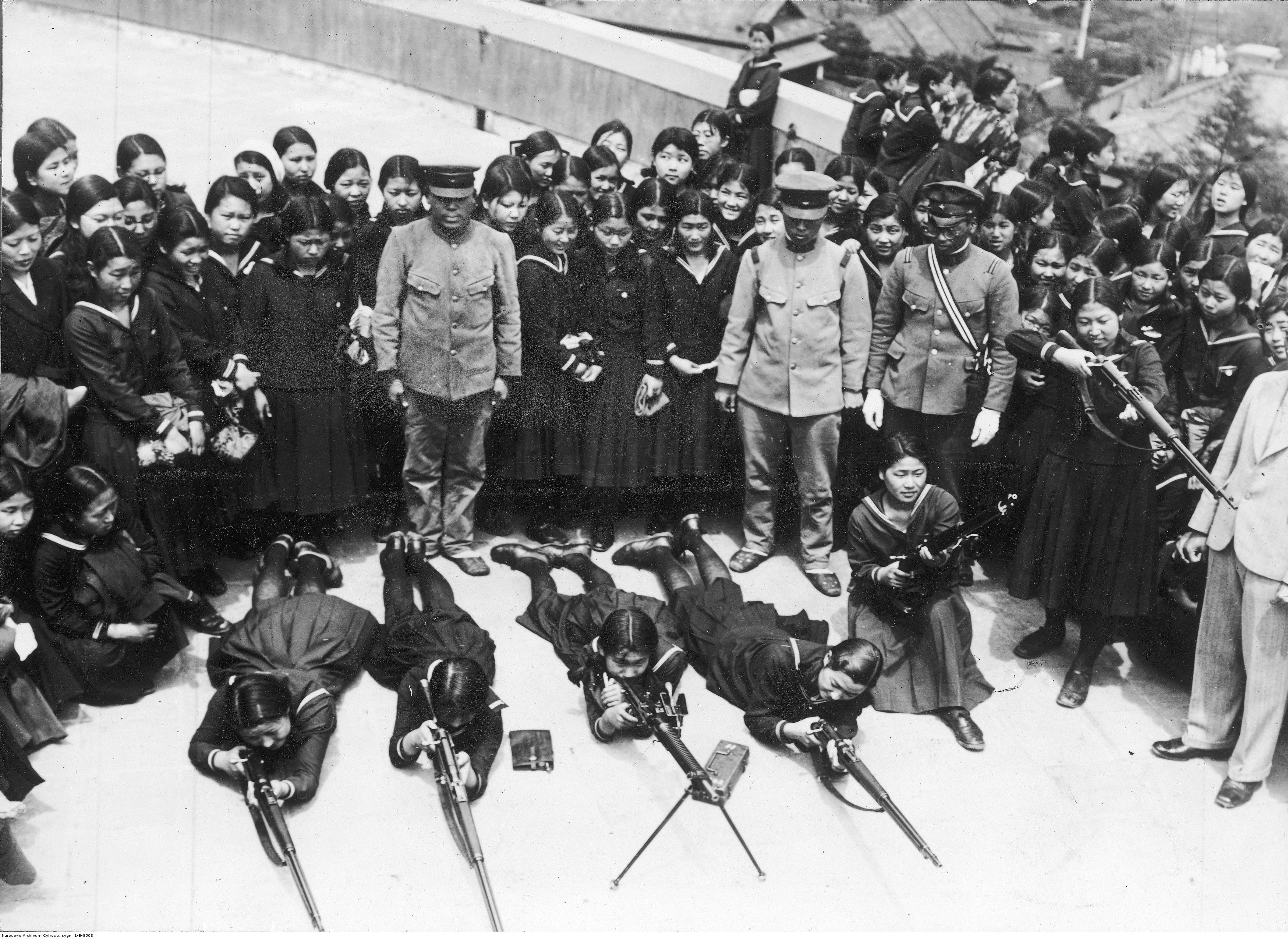
Écolières formées au maniement des armes en 1945.

## Période de l'Occupation
En 1945, le système éducatif japonais est dévasté et la défaite apporte le discrédit sur l'essentiel de la pensée d'avant-guerre. Une nouvelle vague d'idées étrangères est introduite au cours de la période d'après-guerre de l'Occupation du Japon.
Les décideurs politiques de l'occupation et de la mission d'éducation des États-Unis (mise en place en 1946), mettent en œuvre un certain nombre de changements visant à démocratiser l'éducation au Japon : institution de la structure à six-trois-trois années (six ans d'école primaire, trois de premier cycle du secondaire et trois d'enseignement secondaire supérieur) et extension de la scolarité obligatoire à neuf ans. Ils remplacent le système d'écoles secondaires supérieures d'avant guerre par un ensemble complet de lycées. Les programmes et les manuels sont révisés, les cours de morale nationalistes sont abolis et remplacés par des cours d'éducation civique, les conseils scolaires élus localement sont introduits et les syndicats d'enseignants du Japon établis.
Avec l'abolition du système de l'enseignement supérieur élitiste et une augmentation du nombre d'établissements d'enseignement supérieur, les possibilités d'accès à l'enseignement supérieur augmentent. L'expansion est réalisée initialement par l'octroi à un certain nombre d'instituts techniques, d'écoles normales et d'écoles secondaires spécialisées du statut d’université ou de junior college.

## Période post-occupation
Après la restauration de la souveraineté nationale pleine et entière en 1952, le Japon commence immédiatement à modifier certains des changements en matière d'éducation, afin de refléter les idées japonaises sur l'éducation et l'administration scolaire. Le ministère de l'éducation d'après-guerre recouvre une grande partie de son pouvoir. Les conseils scolaires sont nommés au lieu d'être élus. Un cours d'éducation morale est rétabli sous une forme modifiée, en dépit de l'importante préoccupation initiale que cela conduirait à un renouvellement de nationalisme exacerbé. La période post-occupation est également témoin d'un élargissement significatif des possibilités d'éducation. De 1945 à 1975, la proportion de jeunes diplômés du secondaire qui sont allés à l'école secondaire augmente considérablement, passant de 42,5 % en 1950 à 91,9 % en 1975.
Dans les années 1960, la reprise d'après-guerre et l'accélération de la croissance économique entraînent de nouvelles exigences d'extension des études supérieures. Mais à mesure que croît l'attente d'une amélioration de la qualité de l'enseignement supérieur, les coûts de celui-ci augmentent également. D'une façon générale, les années 1960 sont une période de grande turbulence dans l'enseignement supérieur. Vers la fin de la décennie en particulier, les universités du Japon sont secouées par de violentes émeutes étudiantes qui bouleversent de nombreux campus. Les troubles universitaires se trouvent au confluent d'un certain nombre de facteurs, dont le mouvement anti-guerre du Vietnam au Japon, les différences idéologiques entre les différents groupes d'étudiants japonais, les différends sur des questions de campus comme la discipline, les grèves d'étudiants et l'insatisfaction générale proprement dite avec le système universitaire lui-même.
Le gouvernement répond avec la loi de mesures provisoires concernant la gestion des universités en 1969 et, dans les années 1970, avec d'autres réformes de l'éducation. De nouvelles lois régissent la création de nouvelles universités et la rémunération des enseignants et les programmes d'études des écoles publiques sont révisés. Les établissements d'enseignement privés commencent à recevoir des aides publiques, et un examen normalisé national d'entrée à l'université est ajouté pour les universités nationales. Par ailleurs, un profond désaccord s'établit entre le gouvernement et les groupes d'enseignants au cours de cette période.
Malgré les nombreux changements éducatifs survenus au Japon depuis 1868, et surtout depuis 1945, le système éducatif reflète encore des idées culturelles et philosophiques de longue date : l'apprentissage et l'éducation sont estimés et doivent être poursuivis sérieusement, et le développement du caractère et de la moralité font partie intégrante de l'éducation. L'héritage méritocratique de l'ère Meiji perdure, tout comme la structure centralisée de l'enseignement. L'intérêt pour adapter les idées et les méthodes étrangères aux traditions japonaises et pour l'amélioration du système en général reste constant.

## Années 1980
En dépit de la réussite du système éducatif depuis la Seconde Guerre mondiale, des problèmes subsistent dans les années 1980. Certaines de ces difficultés perçues par les observateurs nationaux et étrangers incluent rigidité, excessive uniformité, manque de choix, influences indésirables des examens d'entrée à l'Université (nyugaku shiken 入学試験) et importance exagérée mise sur les diplômes officiels. Existe aussi la conviction que l'éducation est responsable de certains problèmes sociaux et des problèmes généraux universitaires, comportementaux et d'adaptation de certains élèves. Il y a aussi une grande préoccupation que l'éducation japonaise répondre aux nouvelles exigences internationales causées par les défis du monde changeant du XXIe siècle.
Flexibilité, créativité, internationalisation (kokusaika 国際化), individualisme et diversité sont ainsi devenus les maîtres-mots du mouvement japonais de réforme de l'éducation mémorable des années 1980, même si ce sont des écho de thèmes entendus plus tôt, en particulier dans les années 1970. Les propositions et les changements potentiels dans les années 1980 sont si importants qu'ils ont été comparés aux changements éducatifs qui ont eu lieu lorsque le Japon s'est ouvert à l'Occident au XIXe siècle et à ceux de la période de l'Occupation (1945 - 1952).
Les préoccupations du nouveau mouvement de réforme sont exposées dans une série de rapports publiés entre 1985 et 1987 par le Conseil national de réforme de l'éducation mis en place par le premier ministre Yasuhiro Nakasone. Le rapport final présente les orientations fondamentales en réponse à l'internationalisation de l'éducation, aux nouvelles technologies de l'information et des médias et met l'accent sur l'individualité, l'apprentissage continu et l'adaptation au changement social. Pour explorer ces nouvelles orientations, le Conseil suggère que huit sujets spécifiques soient pris en compte : 
- la conception de l'éducation pour le XXIe siècle;
- l'organisation d'un système d'apprentissage continu et la réduction de l'accent mis sur le niveau d'instruction des individus;
- l'amélioration et la diversification de l'enseignement supérieur;
- l'enrichissement et la diversification de l'enseignement primaire et secondaire;
- l'amélioration de la qualité des enseignants;
- l'adaptation à l'internationalisation;
- l'adaptation à l'ère de l'information et
- l'examen de l'administration et des finances de l'éducation.

Ces sujets reflètent à la fois les aspects éducatifs et sociaux de la réforme, en accord avec le point de vue japonais sur la relation entre l'éducation et la société. Alors même que se tenait le débat sur la réforme, le gouvernement a rapidement commencé la mise en œuvre des changements dans la plupart de ces huit domaines. Ces réformes ont été appliquées et même si la plupart ont oublié le travail effectué par le conseil de réforme dans les années 1980, le contenu de nombreux changements remonte à cette époque.

## Histoire de l'éducation des femmes
L'éducation pour les femmes, souvent soumises à des contraintes, est une question aussi ancienne que l'époque de Heian il y a plus d'un millier d'années. Mais à l'époque Sengoku il est clairement affirmé que les femmes doivent être éduquées pour défendre le pays quand leurs maris sont morts. Le Dit du Genji est écrit par une femme bien éduquée de la période de Heian et les écrits de femmes fleurissent tout au long de l'histoire du Japon. Cependant, Chika Kuroda est la première femme diplômée du baccalauréat ès sciences qu'elle obtient, en 1916, de Université du Tōhoku.

## Sources